# Chaînon Sawtooth
Le chaînon Sawtooth, Sawtooth Range en anglais, est un chaînon des montagnes Rocheuses situé dans l'État de l'Idaho, dans l'Ouest américain. Il fait partie intégrante de l'aire protégée Sawtooth National Recreation Area (en), elle-même partie de la forêt nationale de Sawtooth.

## Géographie

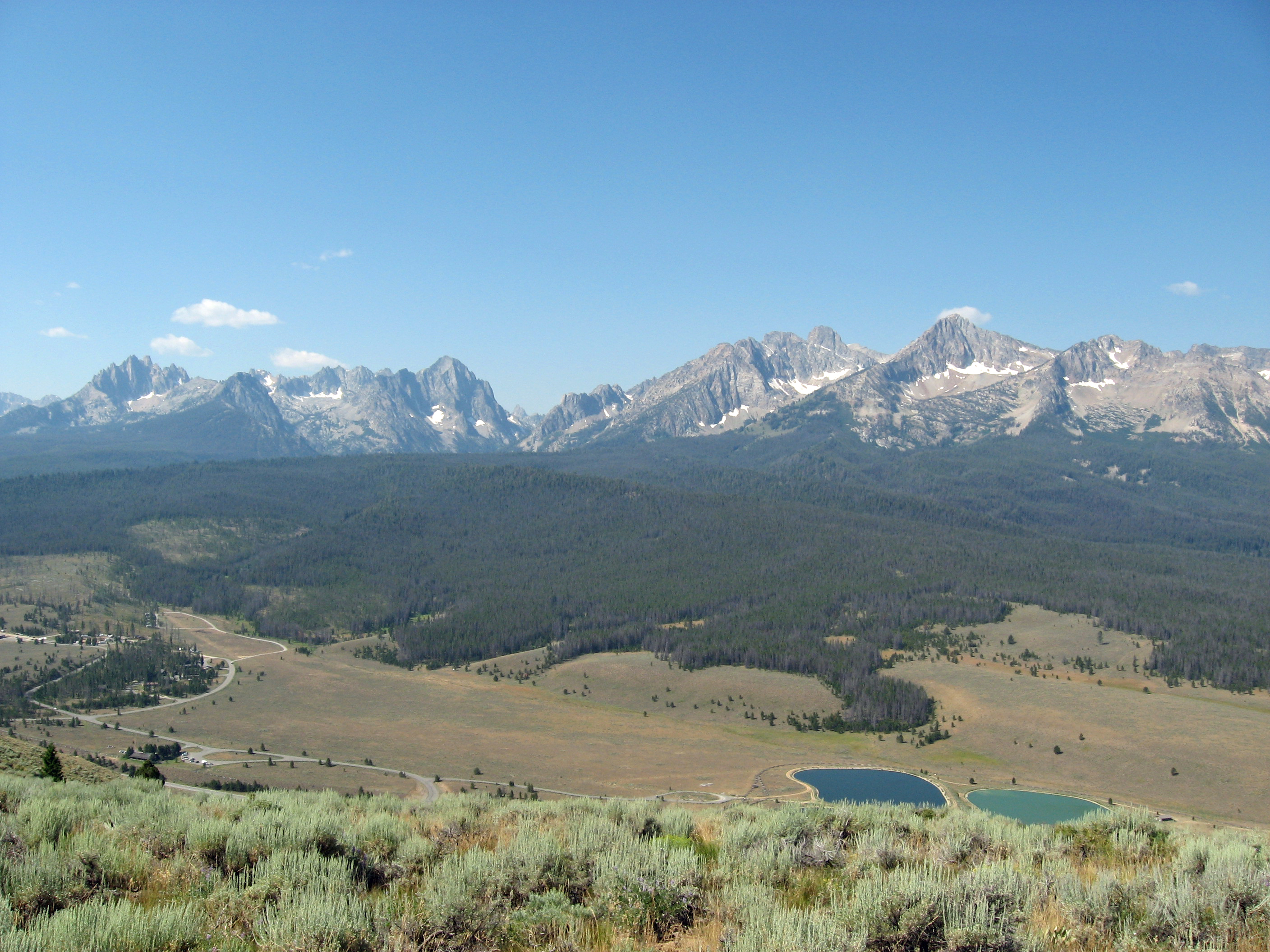
Vue d'une partie du chaînon.

Le chaînon s'étend sur 1 760 km2 répartis sur les comtés de Blaine, Boise, Custer et Elmore et est bordé, à l'est, par la vallée de Sawtooth.
Le pic Thompson (3 277 m) et le mont Cramer (en) (3 266 m) sont les deux plus hauts sommets de la chaîne de montagne.
Les montagnes sont traversées par la rivière Salmon.
Plusieurs centaines de lacs sont situés dans les montagnes ; ils ont été creusés par d'anciens glaciers. Les plus larges sont ceux de Redfish, Alturas, Pettit, Sawtooth, Stanley et Yellow Belly.

Vue panoramique du chaînon Sawtooth.

## Sismicité
En 2010, des chercheurs de l'université d'État de l'Idaho ont découvert une faille (en) longue de 40 km au pied du chaînon, près du village de Stanley et du lac Redfish. Les séismes significatifs les plus récents se sont produits il y a entre 4 000 et 7 000 ans. Les chercheurs estiment que la faille peut donner lieu à un tremblement de terre d'une magnitude de 7,5 sur l'échelle de Richter, potentiellement ressenti jusqu'à Boise,.